# Roderich von Stintzing
Johann August Roderich von Stintzing, född den 8 februari 1825 i Altona, död den 13 september 1883 i Oberstdorf genom en olyckshändelse, var en tysk rättslärd. Han var far till medicinaren Roderich Stintzing.
von Stintzing, som deltog i den schleswig-holsteinska rörelsen, blev 1848 advokat, 1850 notarie i Plön, 1852 Dr. jur. i Heidelberg och privatdocent där, 1854 ordinarie professor i Basel, 1857 i Erlangen, 1869 i Bonn. von Stintzing debuterade som romanist — Das Wesen von Bona fides und Titulus in der Römischen Usucapionslehre (1852), Verhältniss der legis actio Sacramento zu dem Verfahren durch sponsio præiudicalis (1853) och andra verk —, men sin största vetenskapliga betydelse fick han genom sina banbrytande arbeten på den juridiska litteraturhistoriens dittills så föga uppodlade fält. Framträdande är således Ulrich Zasius. Ein Beitrag zur Geschichte der Rechtswissenschaft im Zeitalter der Reformation (1857), som följdes av Hugo Donellus in Altdorf (1869), Friedrich Carl von Savigny. Ein Beitrag zu seiner Würdigung (1862) och en rad bidrag till Allgemeine Deutsche Biographie. von Stintzings huvudverk är Geschichte der populären Literatur des römischen-kanonischen Rechts in Deutschland am Ende des fünfzehnten und im Anfang des sechszehnten Jahrhunderts (1867) och den mästerliga, men ofullbordade Geschichte der Deutschen Rechtswissenschaft (I 1880, II 1884, utgiven av Ernst Landsberg), fortsatt och avslutad av Landsberg (III, del 1 1898, del 2 1910). von Stintzing var en övertygad men självständig anhängare av den historiska skolan och förfäktade sin vetenskapliga ståndpunkt i olika skrifter som Die deutsche Hochschule in ihrem Verhältnisse zu der allgemeinen Bildung unserer Zeit (1864), Das Sprichwort "Juristen böse Christen" in seinen geschichtlichen Bedeutungen (1875), Macht und Recht (1876) och Wendungen und Wandlungen der Deutschen Rechtswissenschaft (1879). Han utgav 1857 Zasius brev till Amerbach och 1879 Georg Tanners Briefe an Bonifacius und Basilius Amerbach 1554—1567. År 1865 blev han medredaktör av "Heidelberger Zeitschrift".